# NGC 2767
NGC 2767 (другие обозначения — UGC 4813, MCG 8-17-46, ZWG 264.75, NPM1G +50.0134, PGC 25852) — галактика в созвездии Большой Медведицы. Открыта Джоном Гершелем в 1831 году.
Галактика классифицировалась и как эллиптическая, и как линзовидная — её структура довольно сложна. По виду её профиля поверхностной яркости, в ней кроме балджа и диска присутствует бар: в области, где он доминирует, кривизна профиля резко падает практически до нуля, после чего снова возрастает.
Этот объект входит в число перечисленных в оригинальной редакции «Нового общего каталога».
Галактика NGC 2767 входит в состав группы галактик NGC 2857. Помимо неё в группу также входят ещё 11 галактик.